# Clactoniano
Il termine Clactoniano è stato coniato dal paletnologo francese Henri Breuil (1877-1961) sulla base degli studi effettuati sui materiali del sito di Clacton-on-Sea,lungo l'antico corso del Tamigi, (nella contea dell'Essex, in Gran Bretagna), che fu scavato tra il 1910 e il 1970. 
Questa fase culturale del Paleolitico inferiore è caratterizzata da manufatti litici derivati da grandi schegge con piano di percussione obliquo. Non c'è traccia di bifacciale. Secondo alcuni studiosi questa cultura sarebbe in parte contemporanea a quella dell'Acheuleano, mentre secondo altri non sarebbe distinta da quest'ultimo e l'assenza di bifacciali sarebbe casuale. A volte viene suddiviso in "antico", "medio" e "recente". 

## Distribuzione

### Inghilterra
A Swanscombe, lungo l'attuale corso del Tamigi, manufatti clactoniani si trovano nei limi e nelle ghiaie profondi e ad essi si sovrappongono manufatti acheuleani.

### Italia
In Italia manufatti clactoniani sono noti nell'Appennino romagnolo e marchigiano, in Abruzzo, nel Gargano, in Sicilia e in Sardegna , come ad esempio nel sito archeologico sassarese di Sa Pedrosa-Pantallinu.

## Tecnologia litica
In riferimento ai materiali clactoniani di High Lodge (contea di Suffolk, regione East Anglia) Forestier (1993) ha identificato il metodo di scheggiatura SSDA (Système par surface de débitage alterné - sistema a superfici di scheggiatura alternate). Questo non prevede messa in forma del nucleo e consiste in serie unipolari di distacchi. Le serie sono tra loro tendenzialmente ortogonali.